# Noël-Noël
Noël-Noël (9 de agosto de 1897 – 4 de octubre de 1989) fue un actor francés.

## Biografía
Su verdadero nombre era Lucien Édouard Noël, y nació en París, Francia. Su padre era un empleado ocupado en el manejo de letras de cambio en el Banco de Francia, y Noël estudió en el Liceo Turgot, aprendiendo a tocar el piano. En 1914 era empleado de banca, y en 1916 fue movilizado con motivo de la Primera Guerra Mundial. De vuelta a la vida civil trabajó como dibujante en Le Canard enchaîné, aunque ensayando para poder cantar a partir de 1920.
A partir de 1927 participó en revistas representadas en el Teatro de Dix-Heures, entre ellas Ah! la bonne heure (1927) y C'est l'heure exquise (1928).
Noël-Noël no cesó en esa época de escribir y componer canciones como Le chapeau neuf, L'enterrement, Souvenir d'enfance, La soupe à Toto, Les étrennes… Registró dichas canciones, que ilustraban pequeños hechos de la vida cotidiana, en 1931 para la firma Odéon.
Con La Prison en folie (Henry Wulschleger, 1930) comenzó su carrera de actor cinematográfico, actuando entre otras películas, en Mistigri (Harry Lachman, 1931), Monsieur Albert (Karl Anton, 1932), L'Innocent (Maurice Cammage, 1937) y Sur le plancher des vaches (Pierre-Jean Ducis, 1940), siendo en algunas de ellas el guionista.
Paul Colline, cantante y guionista, le confió el papel de Adémaï Joseph, pequeño campesino ingenuo y astuto, y víctima de incontables contratiempos, al que interpretó en cuatro filmes:
- Adémaï et la Nation armée (1932)
- Adémaï aviateur (1934)
- Adémaï au Moyen Âge (1935)
- Adémaï bandit d'honneur (1943)

Noël se convirtió en una estrella y actuó con menor frecuencia sobre el escenario. Sin embargo, actuó en el music hall A.B.C. cada fin de año a partir de 1934. Desde octubre de 1938 hasta la Segunda Guerra Mundial, animó un programa en Radio-Cité acompañado de Saint-Granier. Durante la ocupación siguió actuando en el teatro, en el A.B.C. (octubre de 1940), en L'Européen (diciembre de 1940), en el Teatro de Dix-Heures (mayo de 1941) y en el Teatro de L'Étoile (mayo de 1943). Después fue prohibido por los nazis tras cantar Vaches de boches.
En 1945 hizo el papel de Clément Matthieu en A Cage of Nightingales, además de participar en el guion y los diálogos. Esta película inspiró años más adelante el film Les Choristes. 
Su mejor papel fue, sin duda, el que hizo en Le Père tranquille (1946), una cinta que permitió a Noël-Noël abandonar durante un tiempo los papeles cómicos, a los cuales, sin embargo, volvió pronto cuando actuó en Les Casse-pieds (1948). 
En 1950 dirigió La Vie chantée, film en el cual interpretó sus éxitos Les Polonais, Le maladroit, Les départs, Mariage mondain, Le rasoir du coiffeur…
Entre sus grandes éxitos de público es de destacar la película À pied, à cheval et en voiture (1957), producción a la que siguió más adelante À pied, à cheval et en spoutnik, película en la cual también fue guionista.
Posteriormente actuó en Messieurs les ronds-de-cuir (1959), y en Les Vieux de la vieille, film en el cual trabajó con Jean Gabin y Pierre Fresnay. Poco a poco fue abandonando la pantalla, aunque en 1971 tuvo la oportunidad de escribir Le Voyageur des siècles, serie televisiva acerca de una máquina para viajar en el tiempo.
En sus últimos años Noël-Noël se alejó del cine, viviendo su vejez en Niza, ciudad en la que falleció el 4 de octubre de 1989. Fue enterrado en Ambernac.

## Filmografía
- 1930 : La Prison en folie, de Henry Wulschleger
- 1931 : Quand te tues-tu ?, de Roger Capellani
- 1931 : Octave, corto de Louis Mercanton
- 1931 : La Brigade du bruit, corto de Louis Mercanton
- 1931 : Mistigri, de Harry Lachman
- 1931 : La Disparue, corto de Louis Mercanton – También guionista
- 1931 : Ménages ultra-modernes, corto de Serge de Poligny
- 1932 : Adémaï et la Nation armée, de Jean de Marguenat
- 1932 : Une brune piquante, corto de Serge de Poligny
- 1932 : Pour vivre heureux, de Claudio de la Torre
- 1932 : Les jeux sont faits, corto de Jean de Marguenat
- 1932 : Papa sans le savoir, de Robert Wyler
- 1932 : Monsieur Albert, de Karl Anton
- 1932 : Mon cœur balance, de René Guissart
- 1932 : Sens interdit, corto de Jean de Marguenat
- 1932 : Adémaï Joseph à l'O.N.M, corto de Jean de Marguenat
- 1932 : Une étoile disparaît, de René Villers
- 1933 : Vive la compagnie, de Claude Moulins y Éric Schmidtt
- 1933 : Une fois dans la vie, de Max de Vaucorbeil
- 1933 : Mannequins, de René Hervil
- 1933 : Suivez le guide, corto de Jean de Marguenat
- 1933 : Mon chapeau, corto de Jaquelux
- 1933 : Fantômas hôtel, corto de Jean de Marguenat
- 1933 : Le Dernier des preux, corto de Pierre-Jean Ducis
- 1934 : Adémaï aviateur, de Jean Tarride – También guionista
- 1934 : Mam'zelle Spahi, de Max de Vaucorbeil
- 1935 : Adémaï au Moyen Âge, de Jean de Marguenat
- 1935 : Le Centenaire, corto de Pierre-Jean Ducis – También guionista
- 1936 : Pierrot mon ami, corto de Jaquelux
- 1936 : Moutonnet, de René Sti – También guionista
- 1936 : Tout va très bien madame la marquise, de Henry Wulschleger
- 1938 : L'Innocent, de Maurice Cammage – También guionista
- 1940 : Sur le plancher des vaches, de Pierre-Jean Ducis – También guionista
- 1940 : La Famille Duraton, de Christian Stengel – También guionista
- 1942 : La Femme que j'ai le plus aimée, de Robert Vernay
- 1943 : Adémaï bandit d'honneur, de Gilles Grangier
- 1945 : A Cage of Nightingales, de Jean Dréville – También guionista
- 1946 : Le Père tranquille, de René Clément – También guionista
- 1948 : Les Casse-pieds, de Jean Dréville – También guionista
- 1949 : Retour à la vie – sketch Le Retour de René, de Georges Lampin y André Cayatte. Guionista del sketch de Jean Dréville Le Retour de Louis, aunque sin actuar
- 1951 : La Vie chantée,  de Noël-Noël (también guionista y autor de la música)
- 1952 : Les Sept Péchés capitaux, sketch La Paresse, de Yves Allégret y Claude Autant-Lara
- 1952 : La Fugue de monsieur Perle, de Roger Richebé
- 1955 : Le Fil à la patte, de Guy Lefranc –También adaptador y guionista
- 1955 : Les Carnets du Major Thompson, de Preston Sturges
- 1956 : Les Truands, de Carlo Rim
- 1956 : La Terreur des dames Jean Boyer
- 1957 : Bonjour Toubib, de Louis Cuny – También adaptador
- 1957 : À pied, à cheval et en voiture, de Maurice Delbez
- 1958 : Le Septième Ciel, de Raymond Bernard
- 1958 : À pied, à cheval et en spoutnik, de Jean Dréville – También guionista
- 1959 : Messieurs les ronds-de-cuir, de Henri Diamant-Berger
- 1960 : Les Vieux de la vieille, de Gilles Grangier
- 1962 : Les Petits Matins, de Jacqueline Audry
- 1962 : Jessica, de Jean Negulesco y Oreste Palella
- 1966 : La Sentinelle endormie, de Jean Dréville – También guionista